# Andreas Hoyer
Andreas Hoyer (* 10. August 1958 in Kiel) ist ein deutscher Jurist und Hochschullehrer an der Christian-Albrechts-Universität zu Kiel.

## Leben
Hoyer studierte ab dem Wintersemester 1977/78 Rechtswissenschaften an der Universität Kiel. Dort legte er 1982 sein Erstes Juristisches Staatsexamen ab. Es folgte sein Referendariat im Bereich des Oberlandesgericht Schleswig. Währenddessen arbeitete er am zivilrechtlichen Lehrstuhl von Peter Kreutz. In seiner Promotion, die von Eckhard Horn betreut wurde und die Hoyer im November 1985 und somit ein halbes Jahr vor dem Bestehen seines Zweiten Staatsexamens im Juli 1986 abschloss, wandte er sich jedoch dem Strafrecht zu. Seine Dissertation erhielt 1986 den Fakultätspreis der juristischen Fakultät der Universität Kiel. 1992 schloss Hoyer seine Habilitation ab und erhielt die venia legendi.
Es schlossen sich von 1993 bis 1994 Lehrstuhlvertretungen an den Universitäten Regensburg und Potsdam an. Anschließend nahm er den Ruf der Universität Regensburg auf den Lehrstuhl für Strafrecht, Strafprozeßrecht und Rechtstheorie an, den er bis 2002 innehatte. Von 1998 bis 2000 war er der Dekan der dortigen juristischen Fakultät. Zum Sommersemester 2002 wechselte Hoyer an seine alma mater nach Kiel. Dort hat er seit April 2002 den Lehrstuhl für Strafrecht, Strafprozeßrecht und Wirtschaftsrecht inne. Von August 2003 bis Juni 2012 war er Mitdirektor des Instituts für Wirtschafts- und Steuerrecht einschließlich Wirtschaftsstrafrecht. Seit Juni 2012 ist Hoyer geschäftsführender Direktor des Kieler Instituts für Kriminalwissenschaften. Von 2006 bis 2008 war er Dekan der Kieler rechtswissenschaftlichen Fakultät.
Andreas Hoyer ist seit dem 22. Dezember 1989 mit der Ministerialdirigentin im Bildungsministerium Schleswig-Holsteins Gertrud Weinriefer-Hoyer verheiratet.

## Werke (Auswahl)
- Die Eignungsdelikte. Duncker & Humblot, Berlin 1987, ISBN 3-428-06221-3 (Dissertation).
- Strafrechtsdogmatik nach Armin Kaufmann: Lebendiges und Totes in Armin Kaufmanns Normentheorie. Duncker & Humblot, Berlin 1997, ISBN 3-428-09106-X (Habilitationsschrift).
- Die strafrechtliche Verantwortlichkeit innerhalb von Weisungsverhältnissen. C.H. Beck, München 1998, ISBN 3-406-44176-9.
- Systematischer Kommentar zum Strafgesetzbuch. Hrsg.: Wolter. 9. Auflage. Carl Heymanns, 2017, ISBN 978-3-452-28307-8.
- Maurach/Schroeder/Maiwald/Hoyer/Momsen: Strafrecht Besonderer Teil, Teilband 1. 11. Auflage. C.H. Beck, München 2019, ISBN 978-3-8114-9542-5.